# Sonda espacial

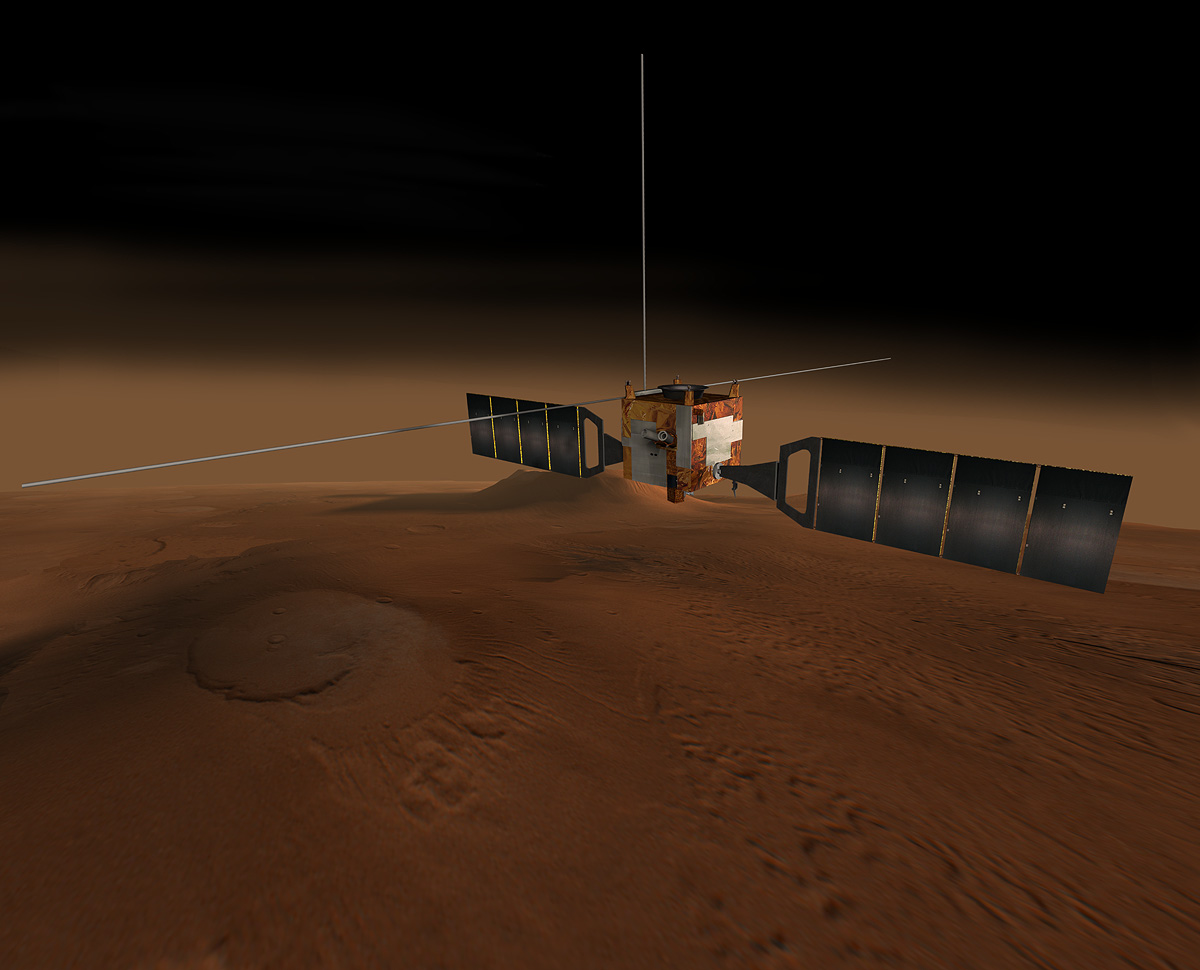
Representació artística de la Mars Express sobrevolant els volcans de Tharsis, a Mart.

Una sonda espacial (o bé sonda còsmica) és un dispositiu, una nau espacial robòtica, que s'envia a l'espai amb la finalitat d'estudiar planetes o satèl·lits del nostre Sistema Solar, recollir informació sobre un cometa o asteroide, o de l'espai interestel·lar. Han estat llençades per les agències espacials de l'URSS (ara Rússia i Ucraïna), la NASA (Estats Units), l'ESA (Unió Europea), Japó, Xina i índia. Aproximadament, actualment, hi ha unes vint en funcionament.
S'han enviat sondes a tots els planetes del sistema solar, des de Mercuri fins a Neptú. Actualment la New Horizons va de camí al primer encontre amb un objecte humà amb Plutó.

## Tipus
Les sondes espacials poden classificar-se en una missió de "sobrevol" (flyby), "Impactador", "orbitador" o un "aterrador". Històricament, les missions més fàcils d'aconseguir han resultat les de "sobrevol", ja que no requereixen la precisió necessària per a un impacte, ni la necessitat de propulsió per dur a terme una maniobra per entrar en òrbita. Algunes sondes aterradores tenen capacitat de moure's a través de la superfície del cos astronòmic als que han aterrat, són les "rovers"

## Trajectòries Interplanetàries
Una vegada que una sonda ha deixat les proximitats de la Terra, la seva trajectòria és probable que s'adopti al llarg d'una òrbita al voltant del Sol semblant a l'òrbita de la Terra. Per arribar a un altre planeta, el mitjà més simple conceptualment és executar una maniobra a una òrbita de Hohmann (òrbita de transferència). Tècniques més complexes, com ara assistències gravitacionals, poden ser més eficient, encara que pot requerir que la sonda passi més temps en trànsit. Utilitzant poca propulsió, però possiblement utilitzant una quantitat considerable de temps, es pot seguir una trajectòria en xarxa interplanetària.

## Energia
Per operar, una sonda espacial necessita tenir energia disponible a cada moment. Les màquines de desenvolupament recent han de tenir una potència elèctrica d'entre 300 i 2.500 watts per alimentar els ordinadors de bord, transceptors de ràdio, motors, instruments científics, escalfadors i molts altres equips. Només hi ha tres possibles fonts d'energia per a una nau espacial interplanetària: els panells solars, les RTG com a úniques solucions per a planetes exteriors massa lluny del Sol i les bateries. Aquesta última pot ser una font d'energia carregada abans del llançament o ser utilitzada com un sistema d'emmagatzematge temporal de l'energia produïda pels panells solars que permet fer front, per exemple, en els períodes d'eclipsi.

### Panells solars

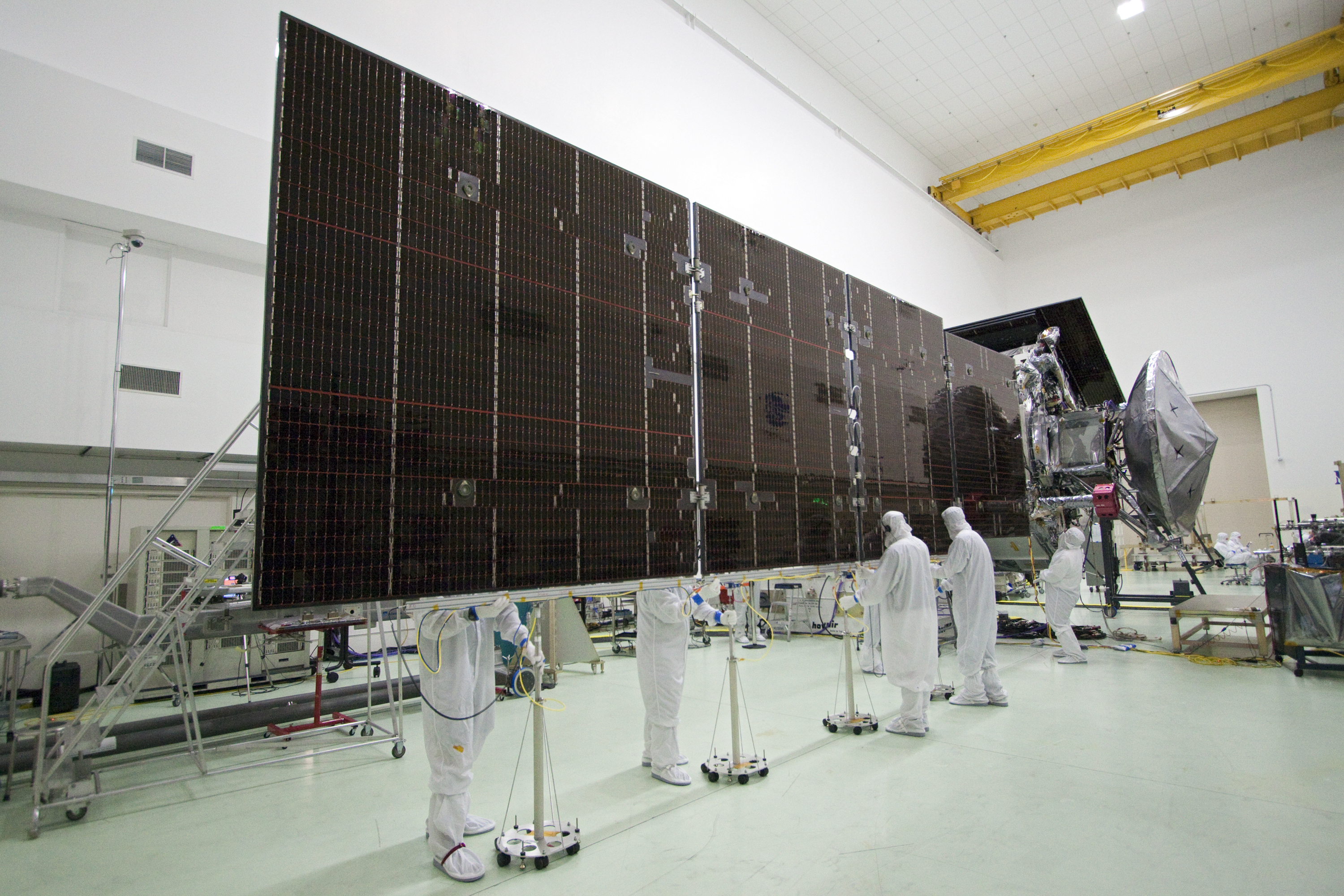
Un dels dos conjunts de panells solars que proporcionen energia a la sonda espacial Juno.

Els panells solars estan formats per un conjunt de cèl·lules fotovoltaiques, cadascuna de les quals transforma l'energia solar per efecte fotoelèctric en corrent elèctric continu. Cada cel·la solar està feta de material semiconductor connectat amb connexions elèctriques. Es poden utilitzar diversos tipus de materials, com el silici o el GaAs, més eficaç però més car. Les cèl·lules més eficients estan formades per diverses capes molt fines de materials semiconductors, cadascuna capaç de convertir gran part de l'espectre de l'energia solar, que permeten assolir, en combinació amb altres dispositius, una eficiència del 47 % (47 % de l'energia del Sol es transforma en corrent elèctric). L'eficiència de les cel·les solars dels primers satèl·lits dels anys 1960 era del 6%. En connectar les cel·les solars en sèrie (el pol positiu d'una cel·la està connectat al pol negatiu d'una altra cel·la) augmenta el voltatge del corrent produït, mentre que en connectar-les en paral·lel (tots els pols positius estan connectats entre si i tots els pols negatius estan connectats entre si) la intensitat del corrent augmenta. El panell solar serveix com a suport físic per a les cel·les solars, conté els circuits elèctrics que connecten les cel·les entre si i manté les cel·les dins un interval de temperatura acceptable. Es poden unir diversos panells solars per formar una “ala”. Generalment, els panells solars tenen frontisses i la seva orientació es pot canviar amb un o dos graus de llibertat. Generalment, mitjançant la modificació permanent de la inclinació dels panells solars es pretén obtenir, segons els casos, la màxima energia si els raigs del sol incideixen sobre el panell de manera perpendicular. Però aquesta facilitat també es pot utilitzar per reduir l'angle d'incidència dels raigs solars per tal de limitar l'augment de temperatura o per adaptar la producció de corrent a una demanda menor (l'energia elèctrica produïda decreix com el cosinus de l'angle d'incidència dels raigs solars). En una sonda giratòria, els panells solars recobreixen el cos de forma cilíndrica i la meitat és a l'ombra, mentre que la majoria de les cèl·lules no reben el sol en un angle òptim.
Al nivell de l'òrbita de la Terra, l'energia elèctrica teòricament disponible és de 1.371 W/m² el 50% de la qual es pot transformar en energia elèctrica amb les cèl·lules solars més avançades. Abundant als planetes interiors, la quantitat d'energia disponible és inversament proporcional al quadrat de la distància al Sol. Així és com una sonda com la Juno enviada en òrbita al voltant de Júpiter cinc vegades més lluny del Sol del qual rep la Terra, amb 25 (5×5) vegades menys energia solar que a nivell de la Terra. Tot i això, la NASA va optar per equipar aquesta sonda amb panells solars que, gràcies a la seva superfície (45 m² de cèl·lules solars) i la seva avançada tecnologia, aconsegueixen en aquestes condicions proporcionar 428 watts (i 15 kW en òrbita terrestre). Però a aquesta distància del Sol, l'ús de RTG és més freqüent.
El rendiment dels panells solars duna sonda espacial es deteriora sota l'acció de diversos fenòmens. L'energia que rep el panell solar que no es converteix en energia elèctrica es reflecteix en part i en una altra part es converteix en calor, cosa que augmenta la temperatura de les cèl·lules. Quan la seva temperatura augmenta, la cel·la solar produeix un corrent de més voltatge, però l'amperatge disminueix igual que la potència produïda (P=V×I). Aquesta disminució en el rendiment general és de l'1% per grau Celsius per a les cel·les de silici i del 0,5% per a les cel·les de GaAs. A més, uns centenars d'hores després del seu desplegament, el rendiment d'un panell solar disminueix un 1% a causa dels canvis químics generats per la llum. Finalment, el factor que produeix més dany és l'acció de partícules energètiques produïdes pel vent solar o tempestes solars que danyen progressivament l'estructura cristal·lina. Així és com els panells solars de la sonda Magellan, col·locats en òrbita al voltant de Venus, van perdre dos terços de la seva capacitat durant la seva vida operativa. Aquesta degradació progressiva es té en compte en el dimensionament dels panells solars al moment del disseny de la sonda espacial.
| Sonda espacial       | Destinació | Data de llançament | Font d'energia primària        | Potència        | Altres característiques                                                                              | Comentaris            |
| -------------------- | ---------- | ------------------ | ------------------------------ | --------------- | --- | --------------------- |
| Cassini              | Saturn     | 1997               | 3 × generadors de radioisòtops | 885 watts       | |                       |
| Huygens              | Tità       | 1997               | Bateries LiSO 2                | 1600 watts-hora | Vida útil de poques hores.                                                                           | Nau nodrissa: Cassini |
| Mars Global Surveyor | Mart       | 1996               | Panells solars SiGaAs          | 1000 watts      | Ajustable amb 2 graus de llibertat.                                                                  |                       |
| MESSENGER            | Mercuri    | 2004               | Panells solars AsGa / Ge       | 450 watts       | Ajustable amb 1 grau de llibertat. 70 % de la superfície dels panells solars coberta amb reflectors. |                       |
| Juno                 | Júpiter    | 2011               | Panells solars                 | 450 watts       | Panell fix, àrea de la cel·la: 45 m²                                                                 |                       |

### Generador termoelèctric de radioisòtops

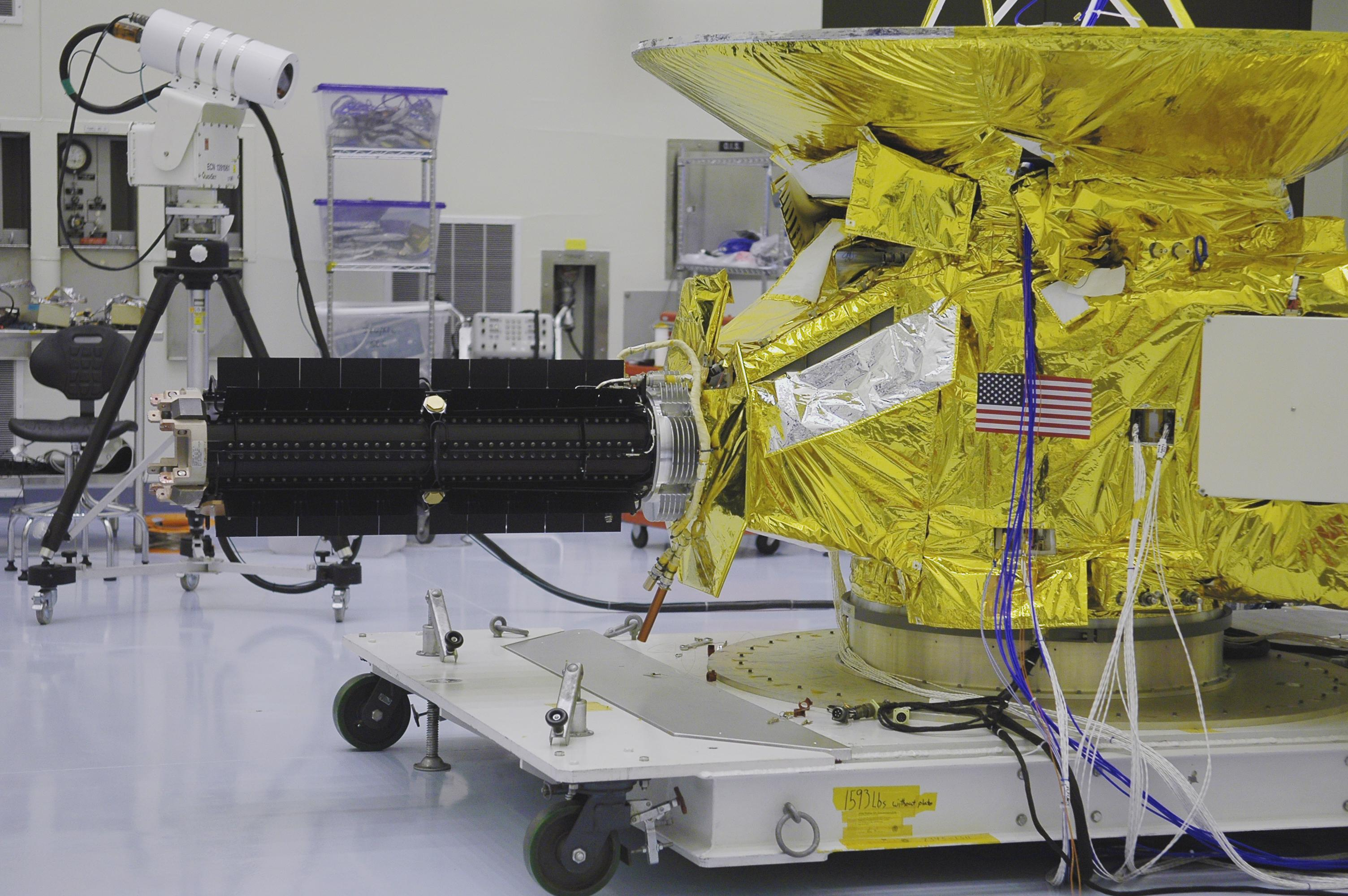
RTG de la sonda New Horizons.

Quan l'energia solar es torna massa feble a causa de la distància del Sol, un o més generadors termoelèctrics de radioisòtops reemplacen els panells solars per a la producció d'electricitat. Aquest generador elèctric produeix electricitat a partir de la calor alliberat per la descomposició radioactiva de materials rics en un o més radioisòtops, generalment Plutoni-238 com diòxid de plutoni 238PuO
2. La calor es converteix en electricitat a través de termopar. L'eficiència energètica es redueix: menys del 10 % de la calor produïda es converteix en electricitat i la resta ha de ser evacuada per radiadors. Per millorar aquest rendiment, la investigació actual està experimentant amb els convertidors termoiònics i els generadors de radioisòtops Stirling, que podrien augmentar l'eficiència general en quatre, però requeririen mecanismes de moviment de peces que podrien embussar-se amb el temps. El generador termoelèctric de radioisòtops és especialment adequat per a la producció d'energia elèctrica estable i duradora necessària per als instruments a bord de les sondes interplanetàries. Per tant, el generador a bord de la sonda New Horizons és capaç de proporcionar una font d'alimentació estable de 200 W a més de 50 anys. Tot i això, la presència de plutoni 238 en una màquina susceptible de ser víctima d'una fallada del llançador, suscita forts temors en part de l'opinió pública malgrat els dispositius de protecció (blindatge) que han demostrat ser una pràctica eficaç.
Les sondes espacials llançades a Júpiter o més enllà, com Voyager 1, Cassini o New Horizons utilitzen generadors termoelèctrics de radioisòtops per al seu subministrament d'energia. Tot i això, gràcies a la creixent eficiència de les cel·les solars, les dues últimes sondes espacials desenvolupades per a l'exploració de Júpiter; la Juno i JUICE utilitzen panells solars que són, no obstant això, molt grans (60 m² per a la Juno). Aquests generadors també es van utilitzar en dues naus llançades cap a la superfície de Mart; Viking 1 i 2 i el rover Curiosity perquè permeten superar el cicle dia/nit i són insensibles als dipòsits de pols. Els generadors proporcionen potències modestes: 100 W (45 kg) per a Curiosity, 300 W (~56 kg) per a les sondes espacials americanes en servei a principis del segle xxi. Per satisfer les necessitats elèctriques, algunes sondes porten fins a tres generadors (Cassini, Voyager).

## Sondes espacials del passat
Actualment, hi ha cinc sondes en ruta cap als afores del sistema solar. La més allunyada és la Voyager 1, que ja ha abandonat el sistema i es troba unes tres vegades més lluny que Plutó. La sonda més recent dirigida cap als confins del sistema solar és la New Horizons, la qual va arribar el juliol de 2015 a Plutó.
S'està experimentant amb nous sistemes de propulsió que permetin a aquests enginys assolir majors velocitats: les dues tecnologies més desenvolupades són la propulsió iònica, ja provat a les sondes Smart 1, Deep Space 1 i Dawn, entre d'altres, i la tecnologia de vela solar, que es va intentar posar a prova en 2001 amb la sonda Cosmos 1, encara que a causa d'una fallada tècnica al coet de llançament no va aconseguir assolir l'òrbita.
- Venera (1965)
- Mariner 1 (1962)
- Mariner 2 (1962)
- Mariner 3 (1964)
- Mariner 4 (1964)
- Mariner 5 (1964)
- Mariner 8 (1971)
- Mariner 9 (1971)
- Pioneer 10 (1972)
- Mariner 10 (1973)
- Viking 1 (1975)
- Viking 2 (1975)
- Voyager 1 (1977)
- Voyager 2 (1977)
- Vega 1 (1984)
- Magellan (1989)
- Galileo (1989)
- Ulysses (1990)
- Mars Observer (1992)
- Clementine (1994)
- Mars Pathfinder (1996)
- Mars Global Surveyor (1996)
- Genesis (2001)
- Countour (2002)
- Beagle 2 (2003)
- Smart 1 (2003)
- Phoenix - Scout (2007)
- Chang'e-1 (2007)
- Kaguya (Selene) (2007)
- Chandrayaan-1 (2008)
- LCROSS (2009)

## Sondes espacials actuals
- Cassini-Huygens (1997) - Orbitador de Saturn i mòdul de descens a Tità.
- Mars Odyssey 2001 (2001) - Orbitador de Mart
- Mars Express (2003) - Orbitador de Mart
- Mars Exploration Rovers (2003) - Rovers Spirit i Opportunity
- MESSENGER (2004)
- Rosetta (2004)
- Venus Express (2005) - Orbitador de Venus.
- Mars Reconnaissance Orbiter (2005) - Orbitador de Mart
- Deep Impact (2005)
- New Horizons (2006)
- Dawn (2007) - Orbitador de Ceres i Vesta.
- Lunar Reconnaissance Orbiter (2009)
- Akatsuki (PLANET-C) (Venus Climate Orbiter) (2010) - orbitador de Venus.
- Chang'e-2 (2010) - Orbitador lunar
- Juno (2011) - Orbitador polar de Júpiter.
- Phobos-Grunt (2011) - Orbitador i retorn de mostres de Fobos.
- Yinghuo I (2011) - Orbitador de Mart
- Mars Science Laboratory (Curiosity)(2011) - Rover laboratori de Mart
- GRAIL/LADEE (2011) - doble orbitador per mesurament de gravetat lunar
- luna-glob 1 (2012-2013) - Orbitador amb penetradors lunars
- luna-Grunt 1 (2012-2013) - Rover lunar rus (missió conjunta amb chandrayaan-2)
- Chandrayaan-2 (2013) - Rover lunar indi (missió conjunta amb Luna-Grunt-1)
- MAVEN (2013) - Orbitador de Mart
- Chang'e-3 (2013) - Rover lunar

## Futures sondes espacials
- BepiColombo (2014) - Orbitador de Mercuri
- Venera-D (2016) - orbitador de Venus amb microsondes atmosferiques
- ExoMars rover (2020) - Rover de biologia marciana i orbitador